# Alien Storm
Alien Storm är ett arkadspel av Sega som släpptes 1990 till Sega Master System, senare portad till Sega Mega Drive (Genesis). Sega Genesis versionen släpptes också på Wii: s Virtual Console under 2007. Alien Storm var också med på Sega Mega Drive Ultimate Collection som släpptes 2009 till Xbox 360 och Playstation 3. 2018 släpptes samlingen Sega Mega Drive Classics till Xbox One, Playstation 4 och Nintendo Switch, där Alien Storm finns med.